# キャットスーツ

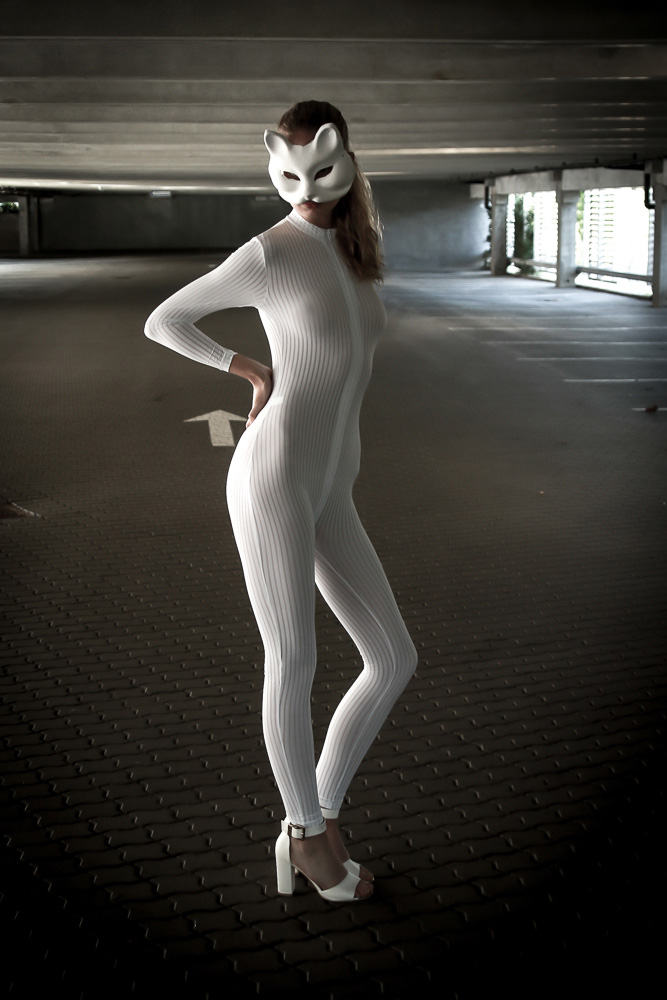
白いキャットスーツとマスク

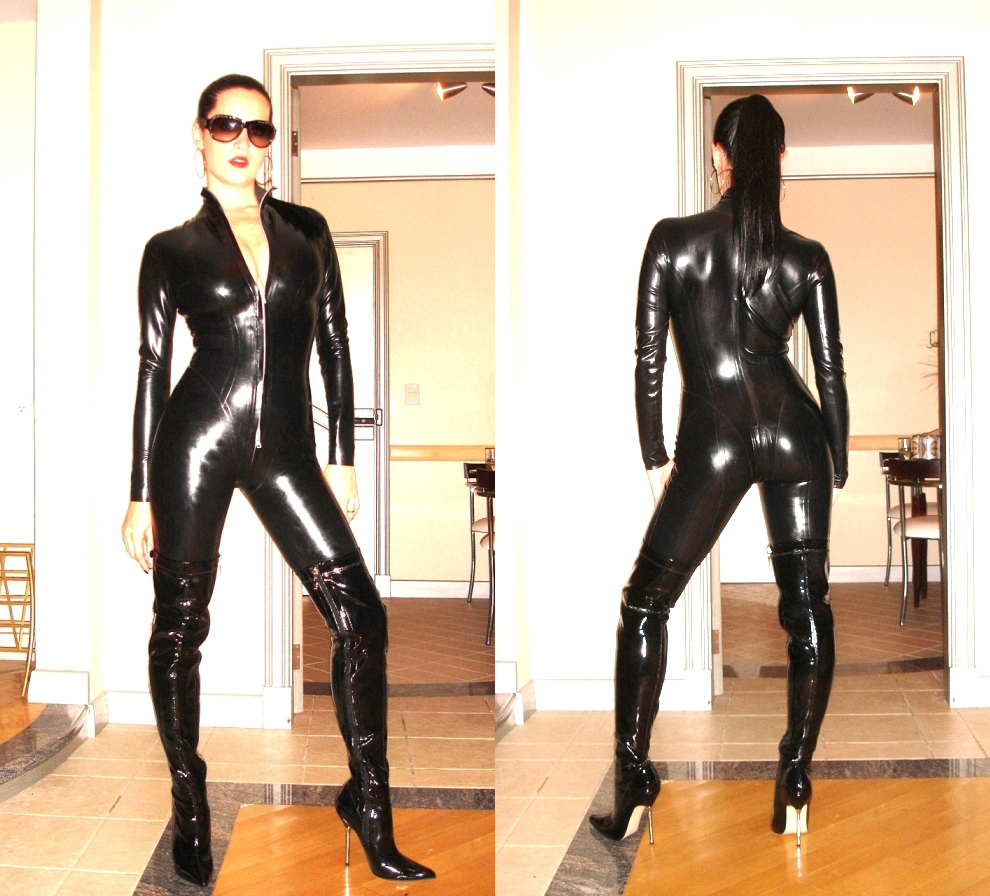
前面にファスナーがある黒いラテックスのキャットスーツ

キャットスーツ（英語：catsuit）は、全身（胴体や脚のほか、多くの場合は腕も）を覆う、身体にフィットした作りをしたワンピースの衣装である。ライクラ、シフォン、スパンデックス、ラテックス、ベロアなどの伸縮性に富む素材のほか、革やポリ塩化ビニル（塩ビ、PVC）といった伸縮性の少ない素材も使用される。衣装の着脱は前面または背面の線ファスナーを開閉して行う。

## 歴史

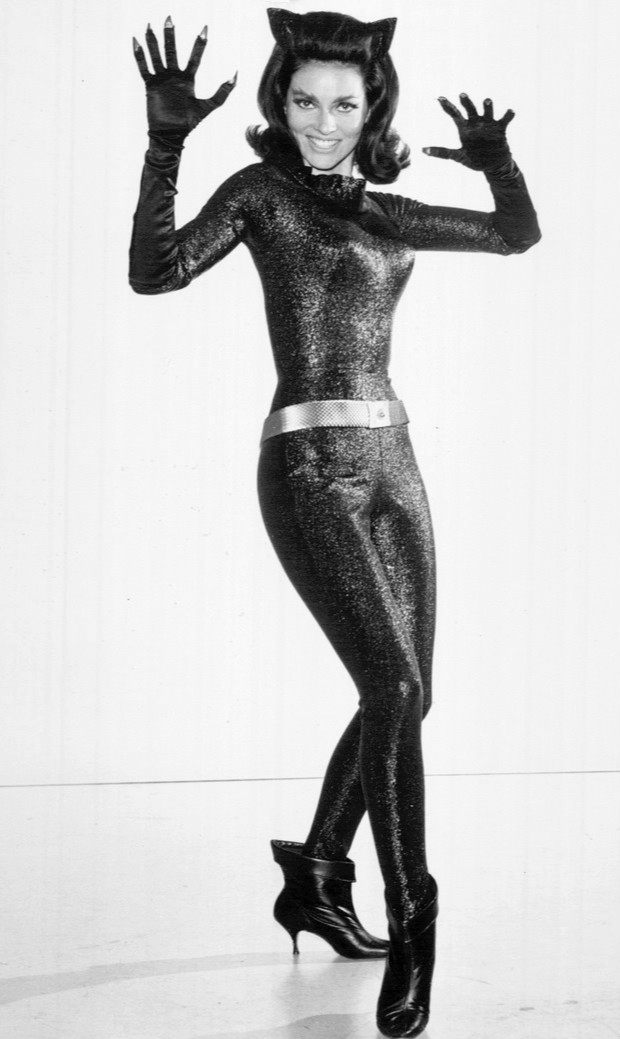
キャットウーマン（1966年、リー・メリーウェザー）

キャットスーツは1960年代から1990年代にかけて、しばしば着用された衣装である。 1970年代から1980年代にかけてはエアロビクスやディスコダンスで着用された。イギリスでは1980年頃にディスコ衣装として流行した。
スピードスケート、ボブスレー、スキー、自転車、体操といったスポーツ競技では、キャットスーツに似たユニタードと呼ばれる、それぞれのスポーツに応じてデザインされた衣装が着用される。また、スキューバダイビングで着用されるウェットスーツやドライスーツ、水泳（競泳）で問題視されて規制が強められた高速水着も、キャットスーツに似た作りをしている。このほか、テニスではセリーナ・ウィリアムズがキャットスーツを着て試合に臨む場面があった（2002年全米オープン、2018年全仏オープン）。
「キャットスーツ」という名称が付けられたのは、1955年ないし1960年頃とされる。詳しい由来は不明であるが、着用時にネコを連想させるような、セクシーなシルエットによるものだとする説がある。
キャットスーツは、映画、テレビ、ミュージックビデオ、コンピュータゲームなどの作品で多くの着用例が見られる。